# Pearl và Hermes
Rạn san hô vòng Pearl và Hermes (tiếng Anh: Pearl and Hermes Atoll, tiếng Hawaii: Holoikauaua) là một rạn san hô vòng thuộc quần đảo Tây Bắc Hawaii. Nằm cách rạn san hô vòng Midway 160 km về phía đông nam và cách Honolulu đến 2.000 km về phía tây bắc, rạn Pearl và Hermes có hình bầu dục với một vài rạn san hô bên trong cùng bảy đê cát/đảo nhỏ phụ thuộc. Trong tiếng Hawaii, Holoikauaua nghĩa là "loài động vật giống như chó, đại khái là biết bơi", ám chỉ loài hải cẩu thầy tu Hawaii thường xuất hiện ở vài đảo thuộc quần đảo này.

## Địa lý

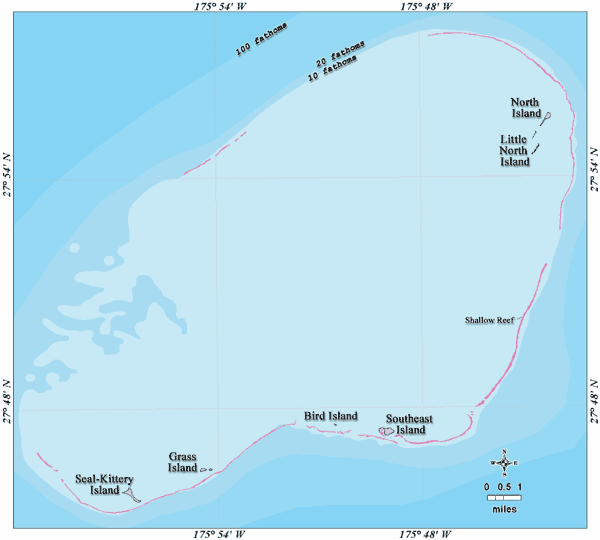
Bản đồ độ sâu rạn vòng Pearl và Hermes

Pearl và Hermes là một rạn vòng đa phần chìm dưới nước với một vụng biển nông có kích thước 27 km x 14,5 km và chu vi khoảng 69–70 km. Vành san hô khép kín ở mặt đông nhưng có những chỗ hở cho phép tàu thuyền nhỏ ra vào vụng biển ở mặt nam và hở hẳn ở mặt tây. Trong vụng biển có những cấu trúc san hô lớn, trong đó có một số trải dài 1,6-2,7 hải lý (3–5 km). Phần đất nổi chỉ có diện tích cỡ 78,1 hay 88 mẫu Anh (31,6 hay 36 ha) so với diện tích rạn san hô là 1.166 km² (tính đến độ sâu 100 m). Pearl và Hermes được đánh giá là rạn san hô vòng lớn thứ hai quần đảo Tây Bắc Hawaii.
Số lượng "đảo" của rạn vòng Pearl và Hermes biến đổi đáng kể theo thời gian; nếu bản đồ năm 1858 thể hiện 12 đảo thì đến thập niên 1960 chỉ còn chín đảo và ngày nay chỉ còn bảy đảo (tính chung đảo Seal và đảo Kittery làm một). Trong số này, đảo Southeast ("đảo Đông Nam") là thực thể lớn nhất với diện tích khoảng 31 hay 34 mẫu Anh (12,5 hay 13,8 ha).
| Danh sách đảo thuộc rạn vòng Pearl và Hermes                    | Danh sách đảo thuộc rạn vòng Pearl và Hermes | Danh sách đảo thuộc rạn vòng Pearl và Hermes | Danh sách đảo thuộc rạn vòng Pearl và Hermes | Danh sách đảo thuộc rạn vòng Pearl và Hermes |
| Đảo                                                             | Số hiệu lô đất                               | Diện tích (m²)                               | Toạ độ                                       |                                              |
| --------------------------------------------------------------- | -------------------------------------------- | -------------------------------------------- | -------------------------------------------- | -------------------------------------------- |
| Đảo North                                                       | 1022                                         | 72.540                                       | 27°56′B 175°44′T / 27,933°B 175,733°T        |                                              |
| Đảo Little North                                                | 1021                                         | 31.676                                       | 27°55′B 175°45′T / 27,917°B 175,75°T         |                                              |
| Đảo Southeast                                                   | 1015                                         | 130.301                                      | 27°47′B 175°49′T / 27,783°B 175,817°T        |                                              |
| Đảo Bird                                                        | 1016                                         | 7.305                                        | 27°48′B 175°51′T / 27,8°B 175,85°T           |                                              |
| Đảo Sand                                                        | 1017                                         | 11.475                                       | 27°48′B 175°51′T / 27,8°B 175,85°T           |                                              |
| Đảo Grass                                                       | 1018                                         | 49.302                                       | 27°46′B 175°54′T / 27,767°B 175,9°T          |                                              |
| Đảo Seal                                                        | 1019                                         | 22.033                                       | 27°46′B 175°57′T / 27,767°B 175,95°T         |                                              |
| Đảo Kittery                                                     | 1020                                         | 35.343                                       | 27°46′B 175°57′T / 27,767°B 175,95°T         |                                              |
| Nguồn: Số liệu thống kê năm 2000 của Cục Thống kê Dân số Hoa Kỳ |                                              |                                              |                                              |                                              |

Ghi chú
1. 1 2  Đảo Seal và Kittery thường được ghép làm một.

## Sự kiện lịch sử
Tên gọi của rạn vòng xuất phát từ sự kiện hai tàu săn cá voi của Anh là Pearl và Hermes bị đắm tại rạn san hô này vào ngày 25 tháng 4 năm 1822. Năm 1854, vua Kamehameha III của Vương quốc Hawaii tuyên bố chủ quyền đối với thực thể này, và vào năm 1859, thuyền trưởng N.C.Brooks của tàu Gambia nhân danh Hoa Kỳ để tuyên bố chiếm hữu rạn san hô.
Sau khi tìm thấy trai ngọc Pinctada margaritifera tại đây vào năm 1927, thuyền trưởng William G. Anderson đã mở công ty và tiến hành khai thác ngọc trai để cung cấp cho các nhà sản xuất nút áo trong nội địa Hoa Kỳ khiến lượng trai ngọc gần như hoàn toàn cạn kiệt. Năm 1929, hoạt động khai thác trai ngọc bị cấm. Ngày 22 tháng 12 năm 1952, tàu chở hàng SS Quartette với 44 thủy thủ đã gặp nạn do đâm vào rạn vòng này khi đang trong chuyến hải hành từ Galveston, Texas đến Pusan, Hàn Quốc. Chiếc tàu sau đó bị vỡ làm đôi, và ngày nay xác tàu trở thành một "rạn đá ngầm" nhân tạo cho các loài sinh vật biển trú ngụ.

## Sinh thái

### Động vật

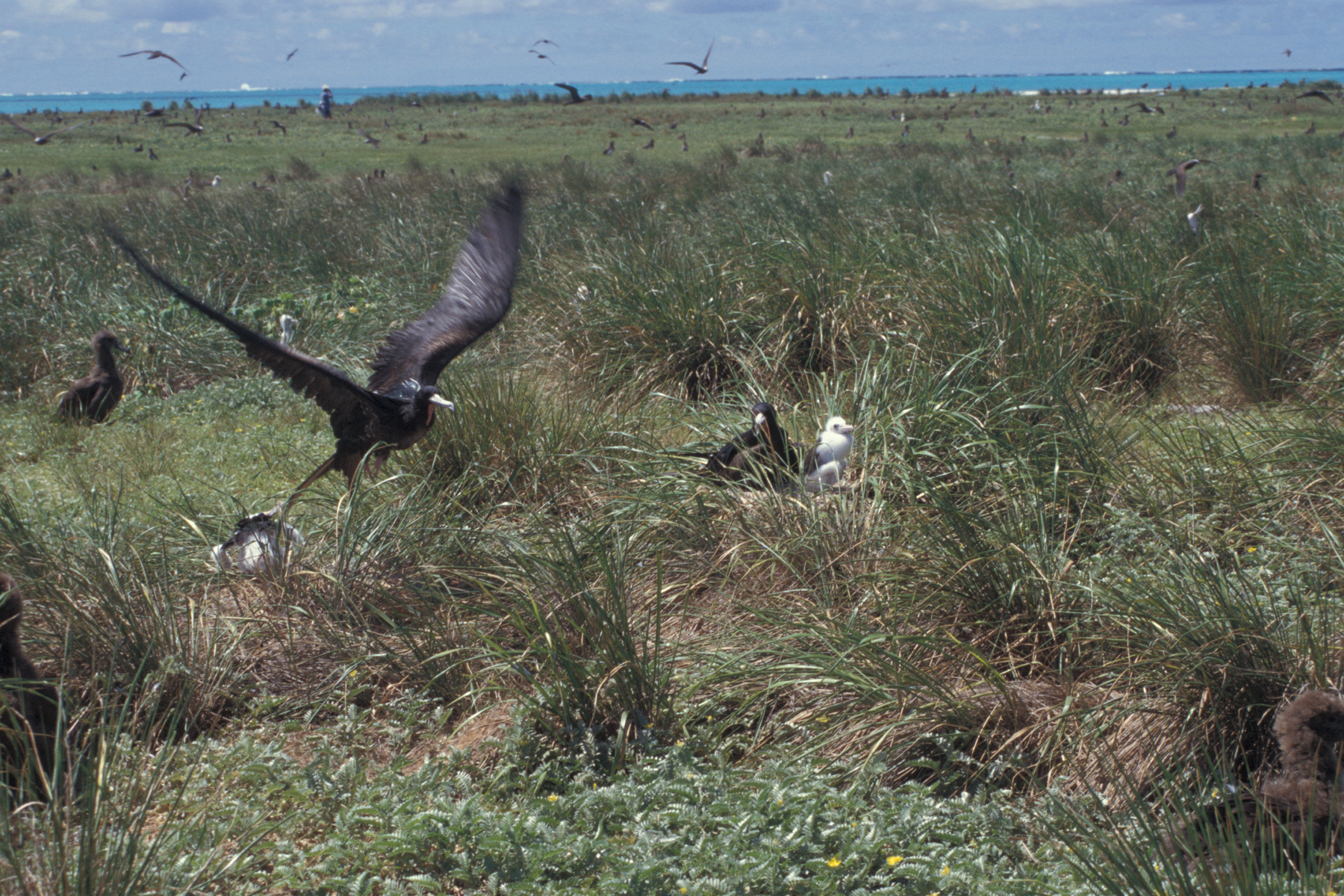
Chim chóc trên đảo North

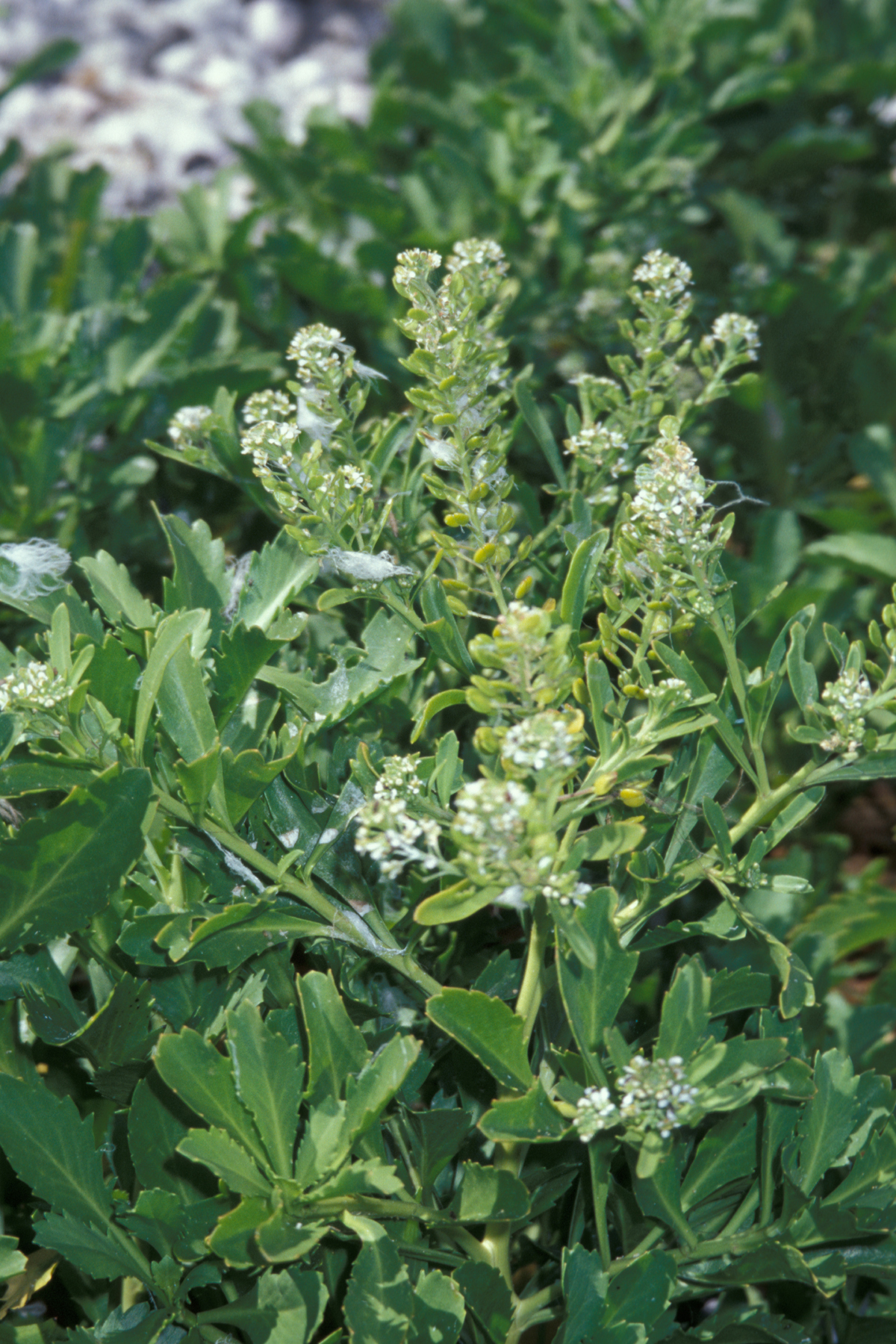
Loài thực vật Lepidium bidentatum (Lepidium o-waihiense) trên đảo Southeast

Ba mươi ba (33) là con số loài san hô ở rạn vòng Pearl và Hermes. Tuy nhiên, hầu như chắc chắn là con số này không thể sánh bằng rạn san hô vòng Frigate Pháp, đồng thời tỉ lệ san hô còn sống tại Pearl và Hermes cũng chỉ ở mức thấp. Dù vậy, có rất nhiều động vật không xương sống cỡ lớn như cầu gai thuộc chi Echinometra và Echinostrephus (họ Echinometridae) phát triển tại đây. Có thông tin cho rằng rạn san hô vòng Pearl và Hermes là nơi có trữ lượng cá và mức đa dạng về loài cá cao nhất trong quần đảo Tây Bắc Hawaii. Một số loài cá được xem là hiếm gặp ở quần đảo Hawaii như Genicanthus personatus và Centropyge interrupta đều hiện diện phổ biến ở rạn san hô này. Nơi đây cũng là bãi sinh sản cho hải cẩu thầy tu Hawaii, rùa biển và là nơi giao phối của cá heo Stenella longirostris. Ngoài ra, có khoảng 160.000 cá thể chim thuộc xấp xỉ 22 loài tại Pearl và Hermes.

### Thực vật
Tảo lục Microdictyon setchellianum và tảo đỏ Stypopodium hawaiiensis - hai loài thực vật cung cấp thức ăn và nơi ẩn náu cho động vật không xương sống cỡ nhỏ và cá con - sinh sôi tại vùng đáy của vụng biển. Trên các đảo cát có nhiều cỏ khô mọc ven biển, dây leo và thảo mộc, tổng cộng gồm 13 loài bản địa và bảy loài ngoại lai. Nhìn chung thì các đảo không có cây lớn.